# 20 couronnes Selma Lagerlöf
Recto
Verso

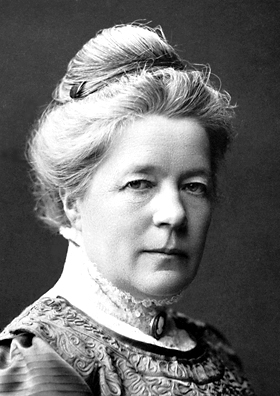
Selma Lagerlöf.

Le 20 couronnes Selma Lagerlöf est un billet de banque suédois d'une valeur de 20 couronnes suédoises en circulation depuis 1997. Il est le premier billet de banque suédois à l'effigie d'une femme, la femme de lettres Selma Lagerlöf.

## Histoire
Le billet de 20 couronnes Selma Lagerlöf succède à une version de ce même billet de plus grande taille, émis par la Banque de Suède depuis 1992.

## Description
Le billet mesure 120 millimètres en largeur et 67 en hauteur. 

### Recto
Le recto du billet représente un portrait de la femme de lettres suédoise Selma Lagerlöf, prix Nobel de littérature en 1909 et membre de l'Académie suédoise à partir de 1914, accompagné de la mention SELMA LAGERLÖF 1858-1940. La gravure, située sur la partie droite du billet, reproduit une photographie de l'écrivaine prise en 1922 par le studio stockholmois Atelier Jaeger. En arrière-plan du portrait est représenté un panorama de Värmland, province historique dont elle est originaire. 
Dans la partie centrale du billet figure un extrait manuscrit de l'auteur et une gravure représentant une voiture à cheval, dont Selma Lagerlöf est l'un des passagers.

### Verso
Le verso représente une image illustrant son œuvre Le Merveilleux Voyage de Nils Holgersson à travers la Suède.